# 中西武信
中西 武信（なかにし たけのぶ、1941年5月27日 - ）は、宮城県出身の元騎手・調教助手。
弟は競馬ブックの取材記者であった中西勉 。

## 経歴

### 1960年代
1960年3月に京都・高橋直三厩舎からデビューし、加賀武見・吉岡八郎と同期となる。
同5日の阪神第3競走障害5歳以上オープン・タカチカラで初騎乗初勝利を挙げ、1959年の前田禎・湯浅三郎に続いて2年連続での達成となった。タカチカラではアラブ大障害（秋）で平地を含む重賞初騎乗で重賞初勝利を挙げ、同馬は秋連覇で春秋制覇となり、新人年の障害重賞勝利は1959年の瀬戸口勉、同年の加賀に続く3人目となった。
8月20日・21日の中京では初の2日連続勝利を挙げ、1年目の1960年から初の2桁勝利となる15勝をマークし、1970年まで11年連続2桁勝利を記録。
2年目の1961年では6月10日の阪神で初の1日2勝を挙げ、京都大障害（秋）を橋本正晴厩舎のリユウゲツで制し、自己最多で自身唯一の20勝台となる21勝をマーク。
1965年には京都大障害（秋）を富田六郎厩舎の関東馬ダイシンフジで制し、自身最後の重賞勝利となった。

### 1970年代
1970年には加藤清一厩舎に移籍し、1971年には自身初の1桁勝利となる8勝に終わる。
1973年からは平地の騎乗に専念し、1976年には松田正弘厩舎に移籍するが自己最低の0勝、1977年には7月9日の札幌第11競走4歳以上300万下・ヒーローセブンで1年ぶりの勝利を挙げるが同年はこの1勝、1978年は再び0勝に終わる。
1977年11月5日の京都第9競走4歳以上300万下では第4コーナー中間点でエスプレッソローマが先行馬に触れて落馬し、その後を6頭の馬が先に転倒した馬に触れて落馬していったが、中西はタカノハムソウで7頭落馬事故に巻き込まれて頭部外傷・腰部打撲を負った。
松田厩舎では佐藤正雄と共に主戦騎手として起用され、中西と佐藤以外は乗せず、1979年には10年ぶりで最後の2桁となる11勝をマーク。
1979年からはサンエムフォーマとのコンビで活躍し、1980年には中京記念で5着、1981年にはマイラーズカップでカツラノハイセイコ・ニチドウアラシ・オペックホースに次ぐと同時にグレートタイタン・ラフォンテースを抑えての5着、スワンステークスでは3着に入った。

### 1980年代
1982年と1983年にはサンエムヒーローとのコンビで活躍し、1982年には京都で行われた小倉3歳ステークスで3着、10月16日の京都第8競走りんどう特別ではカツラギエースの3着、1983年にはシンザン記念でメジロモンスニーから5馬身差2着に入った。
1986年2月23日の阪神第10競走千里山特別では15頭中15番人気のアドバンスボーイで逃げ切り、最後の騎乗を勝利で飾って引退。
引退後は調教助手。

## 騎手成績
| 通算成績 | 1着 | 2着 | 3着 | 4着以下 | 出走回数 | 勝率 | 連対率 |
| -------- | --- | --- | --- | ------- | -------- | ---- | ------ |
| 平地     | 176 | 208 | 243 | 1907    | 2534     | .069 | .152   |
| 障害     | 58  | 59  | 44  | 157     | 318      | .182 | .368   |
| 計       | 234 | 267 | 287 | 2064    | 2852     | .082 | .176   |

主な騎乗馬
- タカチカラ（1960年アラブ大障害 (秋)）
- リユウゲツ（1961年京都大障害 (秋)）
- ダイシンフジ（1965年京都大障害 (秋)）